# NEC PC-8000
La Serie PC-8000 era una linea di personal computer sviluppati per il mercato giapponese da parte di NEC.

## PC-8001
Il primo rappresentante della serie PC-8000, è il PC-8001 che fu commercializzato a partire dal 28 settembre, 1979 per ¥168.000. Il suo design combina una tastiera ed una scheda madre in una singola unità. In un momento in cui la maggior parte dei micro-computer era venduto come un "semi-kit" che richiedeva un assemblaggio da parte del cliente finale, il pc completamente assemblato PC-8001 era una rarità per il mercato. Le periferiche includevano una stampante, una unità di memorizzazione magnetica a musicassette ed un monitor CRT. Sebbene venga spesso considerato il primo personal computer casalingo per il mercato giapponese, in verità fu preceduto dal computer Basic Master di Hitachi.

### Specifiche
- CPU: NEC µPD780C (compatibile con Z80) con clock a 4 MHz
- Memoria: 16/32 KiB
- Modalità testo: 40 colonne x 20 linee - 80 colonne x 25 linee
- Modalità grafica: 160x100 pixel, 8 colori
- Sistema operativo: DISK-BASIC, CP/M
- Interprete BASIC: N-BASIC (Microsoft 24KiB BASIC)

## PC-8001mkII

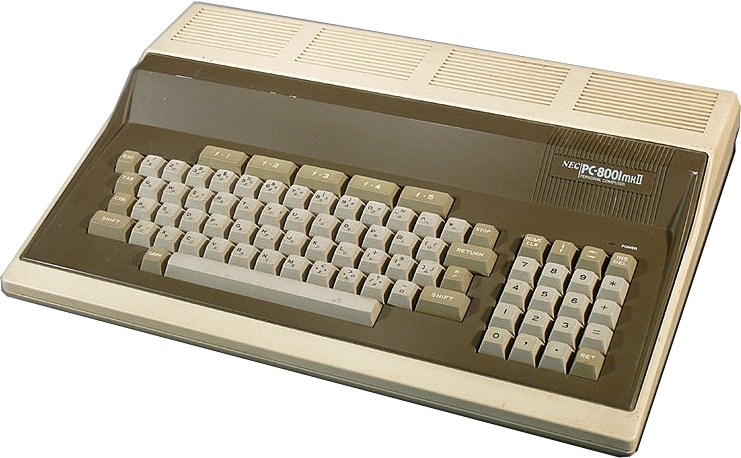
NEC PC-8001mkII

Il modello Mark II, più performante del precedente, e con una grafica migliore, debuttò nel marzo del 1983 per un prezzo di 123.000 yen.
Mentre il suo più ovvio miglioramento era nelle capacità grafiche, il Mark II includeva anche un floppy disk interno da 5.25" e due slot interni di espansione, permettendo di non dover ricorrere all'acquisto di un "box d'espansione" per effettuare un upgrade. L'interprete BASIC fu sostituito; al posto del 24KiB N-BASIC venne usato l'"N80-BASIC" da 32KiB che aggiungeva nuove istruzioni condizionali e comandi grafici.
Mentre il prezzo del PC-8001mkII era comparabile con quello degli altri computer a 8-bit del periodo, la sua grafica era notevolmente peggiore di quella dei concorrenti (molto probabilmente era un tentativo da parte di NEC di non mettere il computer in competizione con i suoi stessi PC più potenti come la serie NEC PC-8801). Questo lo portò a disporre di uno scarso parco software, ed in particolare di pochi videogiochi.

## PC-8001mkIISR
È una versione sviluppata per i giochi del PC-8001mkII con un grande miglioramento di grafica e sonoro, facendo il suo debutto sul mercato nel gennaio del 1985 per 108.000 yen.
L'mkIISR incrementa la memoria frame-buffer da 16KiB a 48KiB, permettendo le modalità grafiche di 640x200-pixel e 320x200-pixel con double buffering. Per il sonoro, il primitivo PC speaker viene rimpiazzato da un sistema audio con sintesi FM. Il BASIC interno viene aggiornato per permetter l'utilizzo del nuovo hardware e per fornire le modalità compatibili con l'mkII ed il PC-8001 (anche se una significativa parte dei software più vecchi non veniva eseguito correttamente con queste modalità compatibili). Altri cambiamenti includevano la sostituzione dello slot di espansione per scopi generici con uno slot di espansione per la ROM di caratteri giapponesi Kanji, un connettore per tastiere del NEC PC-8801 e un connettore joystick di tipo Atari.